# Sommer-Paralympics 2016/Teilnehmer (Litauen)
| stlisierte Goldmedaille | stlisierte Silbermedaille | stlisierte Bronzemedaille |
| ----------------------- | ------------------------- | ------------------------- |
| 2                       | 1                         | —                         |

Litauen schickte zehn Athleten zu den Paralympischen Sommerspielen 2016 in Rio de Janeiro.

## Teilnehmer nach Sportarten

### Leichtathletik
Frauen:
- Ramunė Adomaitienė
  - Weitsprung T38, Rang 4 mit 4,52 Metern

Männer:
- Mindaugas Bilius
  - Diskuswurf T37: Silber  mit 53,50 Metern
  - Kugelstoßen T37: Gold  mit 16,80 Metern

### Goalball
- Gold  Männer-Auswahl mit Nerijus Montvydas, Justas Pazarauskas, Mantas Brazauskis, Mantas Panovas, Genrik Pavliukianec, Mindaugas Suchovejus

### Pararudern
Männer:
- Augustas Navickas, Rang 10 im Finale mit 5:10,21 Minuten

### Schwimmen
Männer:
- Edgaras Matakas
  - 50 Meter Freistil S11: Vorlauf 27,86 Sekunden, Rang 11, Finale nicht erreicht
  - 100 Meter Freistil S11: Vorlauf 1:06,09 Minute, Rang 10, Finale nicht erreicht
  - 400 Meter Freistil S11: Finale 5:30,66 Minuten, Rang 8